# Одринци (Добричская область)
Одринци (болг. Одринци) — село в Болгарии. Находится в Добричской области, входит в общину Добричка. Население составляет 276 человек.

## Политическая ситуация
В местном кметстве Одринци, в состав которого входит Одринци, должность кмета (старосты) исполняет Димитр Тодоров Минев (Болгарская социалистическая партия (БСП)) по результатам выборов правления кметства.
Кмет (мэр) общины Добричка — Петко Йорданов Петков (Болгарская социалистическая партия (БСП)) по результатам выборов в правление общины.